# Хроніка Стрийковського
Хроніка Стрийковського (пол. Kronika Stryjkowskiego; справжня назва — Хроніка польська, литовська, жмудська і всієї Русі) — польська хроніка Мацея Стрийковського. Надрукована 1582 р. у Королевці польською мовою. Компілятивний твір. Описує історію Речі Посполитої, Великого князівства Литовського, Жмуді, Русі. Присвячена польському королеві Стефану Баторію. Захищена королівським привілеєм з виключним правом друку протягом 10 років. Складається з 25 книг, поділених на розділи. Перевидана в 1766 і 1843 рр. Найвідоміший твір автора, який дуже популярний в історіографії України та Росії.

## Назва
- Хроніка Стрийковського, або Хроніка Матвія Стрийковського (пол. Kronika Macieja Stryjkowskiego) — скорочена назва[1].
- Хроніка польська, литовська, жмудська і всієї Русі (пол. Kronika polska, litewska, żmódzka i wszystkiej Rusi) — коротка назва.
- Хроніка польська, литовська, жмудська і всієї Русі Київської, Московської, Сіверської, Волинської, Подільської, Підгірської, Підляської та інших, і різні військові й внутрішні події у Прусських, Мазовецьких, Поморських і інших країнах, належних до Королівства Польського і Великого князівства Литовського (Która przedtym nigdy swiatła nie widziała. Kronika polska litewska żmodzka i wszystkiej Rusi Kijowskiej, Moskiewskiej, Siewierskiej, Wolhinskiej, Podolskiej, Podgorskiej, Podlaskiej etc. i rozmaite przypadki wojenne i domowe, Pruskich, Mazowieckich, Pomorskich, i inszych krain Królestwu Polskiemu i Wielkiemu Xięstwu Litewskiemu przyległych…) — повна назва.

## Оцінки
Значно популярнішою, ніж у Польщі, Хроніка була на землях сучасної України та Росії. ЇЇ впливи помітні від початку XVII століття в Густинському літописі, «Хронографі» другої редакції 1617 р., «Хроніці з літописців стародавніх» Софоновича, «Скіфській історії» Лизлова, Літописі Грабянки, Літописці Волині і України. Серед авторів друкованих праць користувались Хронікою, зокрема, Мелетій Смотрицький, Захарія Копистенський, Сильвестр Косів, Симеон Полоцький. Перший переклад Хроніки на руську мову, ймовірно, був здійснений вже в кінці XVI століття. В 60-х роках XVII століття зацікавленість Хронікою з'явилась також в Московії. У 1668—1688 роках Хроніка чотири рази перекладалась на російську мову.
Хроніка написана переважно прозою, але також містить і великі віршовані частини. Вона була першою друкованою історією Східної Європи і охоплює історію Русі та сусідніх з нею країн «від створення світу» до 1580 р., була написана на підставі Старого заповіту, праць стародавніх авторів та істориків польських (Матвій із Міхова, Мартін Кромер, Марцін Бельський та інші), а також численних рукописних хронік як німецьких так і руських.

## Видання
- Kronika Polska, Litewska, Zmodzka y wszystkiej Rusi Kijowskiey, Moskiewskiey (1582)
- Kronika polska, litewska, żmódzka i wszystkiéj Rusi Macieja Stryjkowskiego Том 1 (1846) Том 2 (1846)
- Kronika polska, litewska, zmodzka i wszystkiej Rusi Macieja Stryjkowskiego. Wydanie nowe, sedace dokladnem powtorzeniem wydania pierwotnego krolewskiego z roku 1582, poprzedzone wiadomoscia o zyciu i pismach Stryjkowskiego przez Mikolaja Malinowskiego, oraz rozprawa o latopiscach ruskich przez Danilowicza. Warszawa. 1846

### Український переклад
- М. Стрийковський. Літопис польський, литовський, жмудський і всієї Руси / Відп. ред. О. Купчинський. — Львів : НТШ, 2011. — Т. 10. — 1075 с. — ISBN 966-8868-26-9. : переклад здійснено за 2-м виданням 1846 р. у 2-х томах; переклад з польської мови прозових розділів — Роман Івасів, віршованих розділів — Вадим Пепа, латиномовних частин тексту — Іван Козовик і Ростислав Паранько. [Архівовано 24 лютого 2020 у Wayback Machine.]